# Uniwersytet w Algarve
Uniwersytet w Algarve (port. Universidade do Algarve) – portugalska uczelnia publiczna zlokalizowana w mieście Faro (Algarve). Została założona w 1979 roku.